# 金黄凤仙花
金黄凤仙花（学名：Impatiens xanthina）是凤仙花科凤仙花属的植物。分布在缅甸以及中国大陆的云南等地，生长于海拔1,600米至2,800米的地区，常生于林下、山谷及岩石边阴湿处，目前尚未由人工引种栽培。

## 异名
- Impatiens xanthina Comber var. pusilla Y. L. Chen